# The Callback
The Callback je druhá epizoda amerického televizního seriálu Smash. Epizoda se vysílala na televizní stanici NBC 13. února 2012.

## Děj epizody
Ivy Lynn (Megan Hilty) a Karen Cartwright (Katharine McPhee) se snaží zaujmout režiséra Dereka Willse (Jack Davenport), aby získali roli Marylin Monroe. Julia Houston (Debra Messing) a její manžel Frank (Brian d'Arcy James) jsou frustrováni z rozsáhlého procesu jejich mezinárodní adopce. Eileenin (Anjelica Huston) rozvod komplikuje její pokus o financování muzikálu. Na konci získá roli Marylin Ivy, poté, co se vyspí s Derekem, aby získala jeho pozornost a preference. Zklamaná Karen se dozvídá, že roli Marylin nezískala.

## Seznam písní
- "Call Me"
- "Let Me Be Your Star"
- "The 20th Century Fox Mambo"
- "Crazy Dreams"

## Natáčení
Epizodu režíroval Michael Mayer a scénář k ní napsala tvůrkyně seriálu Theresa Rebeck. Pilotní díl byl původně psán pro televizní stanici Showtime, ale hlavní iniciátor seriálu Robert Greenblatt odešel ze Showtime na NBC a seriál si vzal s sebou. V souvislosti se změnou televizního kanálu byla Rebeck nucena přesunout 20 minut natočeného materiálu z prvního dílu a vložit ho do druhé a třetí epizody. V epizodě se objeví dvě camea dvou významných broadwayských osobností: Jordana Rotha, prezidenta Jujamcyn Theaters, který hraje sám sebe ve scéně v restauraci a Toma Kitta, hudebního skladatele, aranžéra a dirigenta, mezi jehož nejznámější práci patří například rockový muzikál Next to Normal a objevuje se jako jazzový muzikant, který představí Ivy a doprovází ji v písni "Crazy Dreams". Toto je první epizoda pro Briana d'Arcyho Jamese, kde je uveden mezi hlavní postavy, protože v pilotním díle byl uveden jako hostující hvězda.
V rozhovoru pro Entertainment Weekly výkonný producent Neil Meron prozradil, že McPhee bude dělat cover verzi písně "Call Me" od Blondie. Píseň "20th Century Fox Mambo" byla exkluzivně vydána na E! Online, zatímco coververze Hilty písně od Carrie Underwood "Crazy Dreams" byla uvedena přes The Hollywood Reporter. McPhee také v rozhlasové show Ryana Seacresta odhalila, že také bude dělat cover verzi písně od Florence and the Machine, ale žádná taková se v této epizodě neobjevila. Navíc se jiná verze písně "Let Me Be Your Star" z pilotního dílu objevila v této epizodě. Studiové nahrávky "Call Me", "The 20th Century Fox Mambo" a "Crazy Dreams" byly vydány jako singly a jsou dostupné ke stažení.

## Ohlasy

### Sledovanost
Ratings
Epizoda se poprvé vysílala 13. února 2012. Epizodu v den vysílání sledovalo 8,06 milionů amerických diváků. Toto byl pokles sledovanosti o 26% než v předchozím díle Pilot. I přes velký pokles ve sledovanosti se epizoda stala ve svém vysílacím čase nejsledovanější a porazila seriály Hawaii Five-0 a Castle. Epizoda byla také zvolena nejvýše hodnoceným představením ve vysílacím čase od 13. dubna 2009 a pomohla NBC, aby se umístila na prvním místě v pondělní sledovanosti.

### Recenze
Maureen Ryan, redaktorka pro The Huffington Post epizodu chválila a poznamenala, že byla "skoro tak stejně působivá jako předchozí epizoda". Také chválila emocionální zakončení epizody. Redaktor Daniel Feinberg píšící pro HitFix nazval epizodu "skvělá".